# Euphorbia cheiradenia
Euphorbia cheiradenia là một loài thực vật có hoa trong họ Đại kích. Loài này được Boiss. & Hohen. mô tả khoa học đầu tiên năm 1853.